# Elías David Curiel
Elías David Curiel (Santa Ana de Coro, Veneçuela, 9 d'agost de 1871 - 28 de setembre de 1924) fou un poeta, mestre i periodista sefardita, considerat un dels poetes veneçolans més destacats del segle xx.

## Biografia
Curiel era fill de David Curiel Maduro i d'Exilda Abenatar de Curiel, d'origen sefardí, procedents de la comunitat jueva de l'illa de Curaçao, i net del patriarca fundador de la comunitat sefardita de Coro, Joseph Curiel.
Curiel estudià, i posteriorment hi exercí de professor, al Colegio Federal de Varones. Després també fundà i dirigí el Colegio de Coro. Creà el setmanari La Cantera amb la col·laboració del poeta Antonio José Hermoso, fou redactor en cap del diari El Día, i també fou un dels primers col·laboradors del setmanari El Obrero, a la ciutat de Coro.
A més, se'l considera un dels poetes veneçolans més destacats del segle xx, amb diversos poemes publicats a la revista El Cojo Ilustrado, per exemple, al núm. 236 de 1901 i al núm. 293 de 1904. A l'edició núm. 347 de 1906 se li dedicà una pàgina completa, i des d'aleshores passà a ser un dels col·laboradors principals, junt amb Igor Alejandro Plotnikov Ascanio, del que fou un dels mitjans de premsa més destacats de l'època.
Elías David Curiel fou comissionat pel President del Govern, el 25 d'abril de 1905, per compondre la lletra de l'himne de l'Estat Falcón.
Curiel se suïcidà el 28 de setembre de 1924.

## Obres
- Poemas en flor (1944)
- Obra poética (1961), que conté preliminars i recopilació de tres poemaris: Apéndice Lírico, Música Astral i Poemas en Flor.
- Música astral
- Apéndice lírico
- Obras completas (1974)
- Ebriedad de nube (2003), que conté Poemas en flor, Música astral, Apéndice lírico, Apuntes literarios i Poemas inéditos.